# Ansionjärvi
Ansionjärvi är en sjö i Finland. Den ligger i kommunen Hausjärvi i landskapet Egentliga Tavastland, i den södra delen av landet, 70 km norr om huvudstaden Helsingfors. Ansionjärvi ligger 82,5 meter över havet. Den ligger vid sjöarna Mommilanjärvi och Mommila-Hietoistenjärvi. I omgivningarna runt Ansionjärvi växer i huvudsak blandskog. Arean är 74,1 hektar och strandlinjen är 5,29 kilometer lång. Sjön  ingår i Kumo älvs huvudavrinningsområde. 